# Jan Bakelants
Jan Bakelants, né le 14 février 1986 à Audenarde, est un coureur cycliste belge. Il a notamment remporté une étape et porté le maillot jaune sur le Tour de France 2013.

## Biographie

### Jeunesse et carrière amateur
En 2003, Jan Bakelants gagne l'édition juniors de la classique belge du Circuit Het Volk. Au cours de l'année suivante, il s'impose au Vlaams-Brabant Classic toujours dans la catégorie juniors. Lors du Triptyque ardennais de 2006, il remporte la deuxième étape à Polleur. Il explose au cours de la saison 2008 avec dix succès. Il remporte le classement général du Circuit des Ardennes devant Brian Vandborg. Il termine troisième du championnat de Belgique espoirs à La Roche avant de remporter une étape et le classement final du Tour de l'Avenir. Il est lauréat du Vélo de cristal de meilleur jeune cycliste belge de l'année.

### Carrière professionnelle

#### 2009: Topsport Vlaanderen-Mercator
Jan Bakelants devient coureur professionnel en 2009 au sein de l'équipe continentale professionnelle belge Topsport Vlaanderen-Mercator. Durant cette saison, il est notamment deuxième du Grand Prix de la Forêt-Noire et neuvième de l'Eneco Tour en terminant dans le top 10 d'une étape. Il termine aussi 10e du classement général sur le Ster Elektrotoer. Sans oublier sa 5e place sur la Flèche brabançonne.

#### 2010-2011: Omega Pharma-Lotto
En 2010, Bakelants est recruté par l'équipe Omega Pharma-Lotto. Il dispute cette année-là ses premiers grands tours, le Tour d'Italie, qu'il termine 36e et le Tour d'Espagne qu'il termine à la 17e place. En fin de saison, il est sélectionné en équipe nationale pour le championnat du monde sur route. En 2011 toujours chez Omega Pharma-Lotto, Bakelants participe une nouvelle fois au Tour d'Italie qu'il termine cette fois 23e en réussissant un top 5 sur la 17e étape et le Tour d'Espagne à la 31e place terminant 10e de la 3e étape. Il termine également 13e du Tour de Suisse.

#### 2012-2013: RadioShack-Nissan
Fin 2011, Jan Bakelants signe un contrat avec la formation RadioShack, dirigée par son compatriote Johan Bruyneel. Cette équipe fusionne dans la foulée avec Leopard-Trek pour donner une nouvelle formation baptisée RadioShack-Nissan. Jan Bakelants déclare à cette occasion avoir reçu la confiance de Johan Bruyneel, ainsi que quelques garanties quant à son rôle au sein du nouvel effectif. Durant la saison, il termine 6e du Tour Down Under. Il ne participe pas au Tour de France mais toujours au Tour d'Italie qu'il termine cette fois 34e et au Tour d'Espagne qu'il termine 22e.
En 2013, Bakelants est opéré du genou droit au mois de mars, ce qui le prive des classiques du mois d'avril. En juin, il termine troisième de son championnat national et troisième du Tour de Luxembourg. Il participe au Tour de France pour la première fois et remporte la 2e étape entre Bastia et Ajaccio, s'emparant du maillot jaune pour deux jours. Bakelants termine 18e du classement général. Il continue dans sa lancée en obtenant la quatrième place finale de l'Eneco Tour, son meilleur résultat sur une course à étapes World Tour jusque-là. Ensuite, il s'impose en septembre sur le Grand Prix de Wallonie en battant au sprint Thomas Voeckler.

#### 2014: Omega Pharma-Quick Step
En 2014, Jan Bakelants court pour l'équipe belge Omega Pharma-Quick Step, qui l'a engagé pour un an.
Bakelants est sélectionné pour la course en ligne des championnats du monde 2014.

#### 2015-2018: AG2R La Mondiale
En août 2014, Jan Bakelants s'engage pour deux ans avec l'équipe française AG2R La Mondiale. Au printemps, il est notamment sixième du Critérium international, septième du Circuit de la Sarthe, et deuxième d'étape du Tour de Romandie et du Tour de Suisse. En juillet, il dispute le Tour de France. Au service de son leader Romain Bardet,, il parvient à terminer vingtième du classement général. Troisième de la treizième étape à Rodez, il est ensuite présents dans les bonnes échappées des 14e et 17e étapes, dont il prend les onzièmes places. Il se montre en forme en fin de saison. Quatrième du Grand Prix de Montréal et deuxième du Grand Prix de Wallonie, il s'impose en octobre au Tour du Piémont et au Tour d'Émilie.
Bakelants remporte en début de saison 2016 la quatrième étape de La Méditerranéenne, une course dont il est troisième au classement général. Il est également deuxième de la Drôme Classic. Lors de Milan-San Remo, où il se classe seizième, il chute et est atteint d'une luxation incomplète de l'épaule droite. En août il prolonge son contrat avec la formation AG2R La Mondiale.
En février 2017, Jan Bakelants monte sur le podium de la Drôme Classic. Un mois plus tard, une chute à l'entraînement lui cause une fracture de la clavicule et le prive des classiques ardennaises. Durant l'été, il dispute à nouveau le Tour de France en tant qu'équipier de Romain Bardet. Il participe à des échappées lors des quinzième et dix-neuvième étapes, qu'il termine toutes deux à la huitième place, et finit 22e du classement général. Il enchaîne avec la Classique de Saint-Sébastien (11e) et le BinckBank Tour (14e). En septembre, il prend la troisième place du Grand Prix cycliste de Québec et la quatrième place du Grand Prix de Wallonie. Sa saison s'arrête le 7 octobre au Tour de Lombardie. Il chute dans un ravin dans la descente du mur de Sormano et souffre d'un hémothorax, de sept côtes et quatre vertèbres cassées, dont l'instabilité de deux fractures lombaires nécessitent une opération urgente,.
Il reprend la compétition sans lourdes séquelles lors de la Classic Loire-Atlantique 2018, puis enchaîne avec le Tour du Pays basque et les classiques ardennaises.

#### 2019: Sunweb
Pour l'année 2019, il s'engage avec l'équipe Sunweb. À la fin de la saison, il n'est pas conservé et se retrouve sans équipe.

#### 2020-2022: Circus-Wanty Gobert
Bakelants rejoint finalement l'équipe Circus-Wanty Gobert-Tormans pour la saison 2020.
En 2020, il se classe vingt-cinquième de la Bretagne Classic remportée par l'Australien Michael Matthews, sixième du Tour du Luxembourg et quatrième du championnat de Belgique sur route. Après avoir disputé les classiques ardennaises, Bakelants doit être présent lors de Gand-Wevelgem. Cependant, deux jours avant cette course, il ressent des symptômes évoquant la maladie à coronavirus 2019. Un test détecte la présence du SARS-CoV-2 ce qui entraîne son forfait pour la course et stoppe sa fin de saison.
En fin de contrat en fin d'année 2022, celui-ci n'est pas prolongé par la formation belge. Bakelants annonce en décembre arrêter sa carrière.

### Après-carrière
Jan Bakelants est en 2023 consultant pour Sporza.

## Palmarès, résultats, classements et distinctions

### Palmarès amateur
- 2002
  - 2e du championnat de Belgique du contre-la-montre débutants
- 2003
  - 2e étape de la Ster van Zuid-Limburg
  - Circuit Het Volk juniors
  - Remouchamps-Ferrières-Remouchamps
  - 3e du Grand Prix Bati-Metallo
- 2004
  - Vlaams-Brabant Classic
- 2006
  - 2e étape du Triptyque ardennais
- 2007
  - 3e de Paris-Tours espoirs
- 2008
  - Bruxelles-Opwijk
  - Classement général du Circuit des Ardennes
  - Liège-Bastogne-Liège espoirs
  - Triptyque ardennais :
    - Classement général
    - 2e étape

  - Flèche ardennaise
  - Tour de Liège :
    - Classement général
    - 4e et 6e étapes

  - Tour de l'Avenir :
    - Classement général
    - 5e étape

  - 2e du Grand Prix de Waregem
  - 2e du Trofee van Haspengouw
  - 2e du Triptyque des Monts et Châteaux
  - 3e du championnat de Belgique sur route espoirs

### Palmarès professionnel
- 2009Jan Bakelants lors du prologue du Tour de l'Ain 2010.

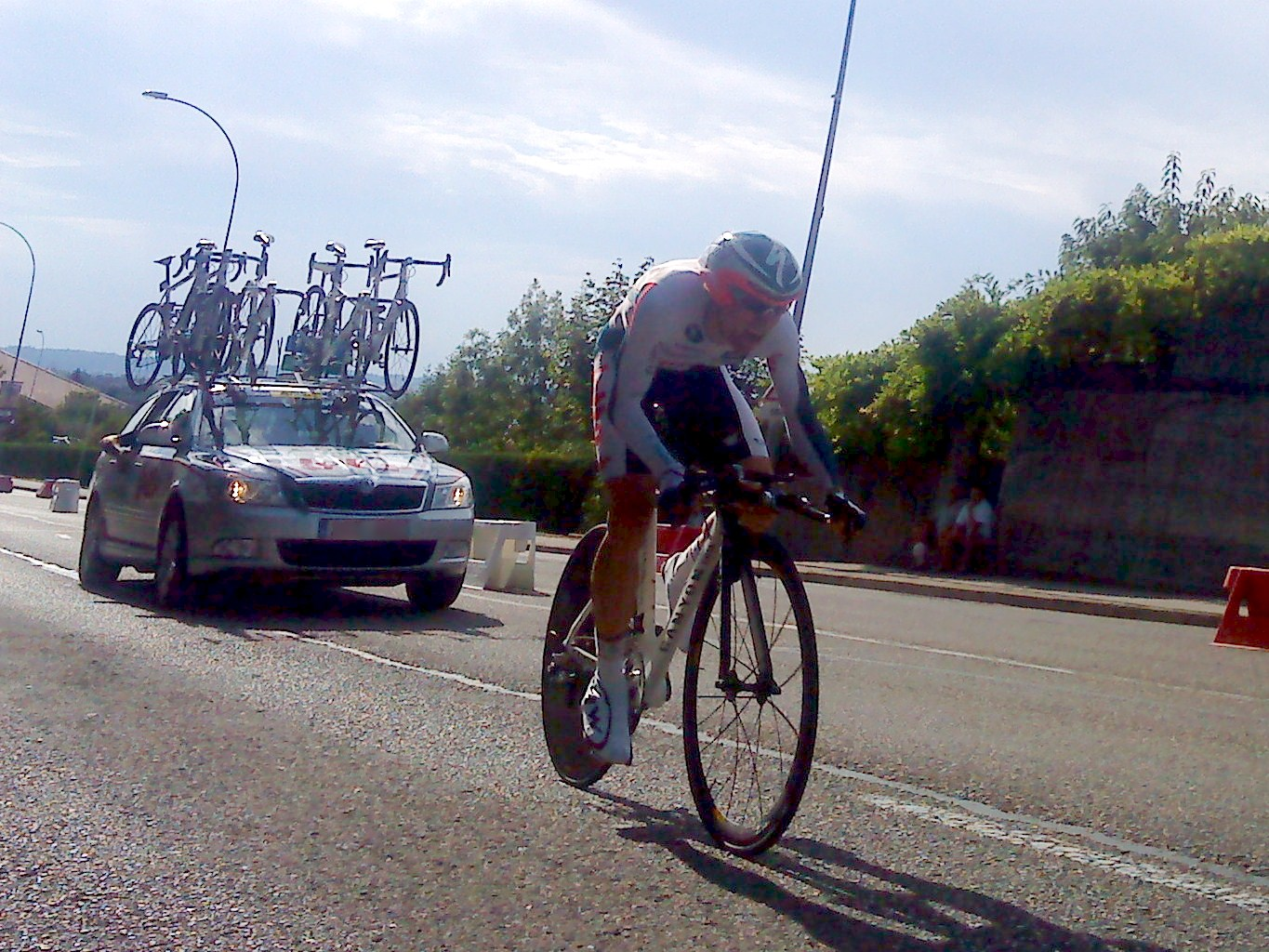
Jan Bakelants lors du prologue du Tour de l'Ain 2010.

  - 2e du Grand Prix de la Forêt-Noire
  - 9e de l'Eneco Tour
- 2012
  - 6e du Tour Down Under
  - 10e de l'Eneco Tour
- 2013
  - 2e étape du Tour de France
  - Grand Prix de Wallonie
  - 3e du Tour de Luxembourg
  - 3e du championnat de Belgique sur route
  - 4e de l'Eneco Tour
  - 7e du Tour de Pékin
  - 10e du Grand Prix cycliste de Montréal
- 2014
  - 6e étape du Critérium du Dauphiné
  - 3e du Grand Prix de Wallonie
- 2015
  - Tour du Piémont
  - Tour d'Émilie
  - 2e du Grand Prix de Wallonie
  - 4e du Grand Prix cycliste de Montréal
- 2016
  - 4e étape de La Méditerranéenne
  - 2e de la Drôme Classic
  - 3e de La Méditerranéenne
- 2017
  - 3e de la Drôme Classic
  - 4e du Grand Prix cycliste de Montréal
- 2022
  - 5e étape du Tour de Wallonie

### Résultats sur les grands tours

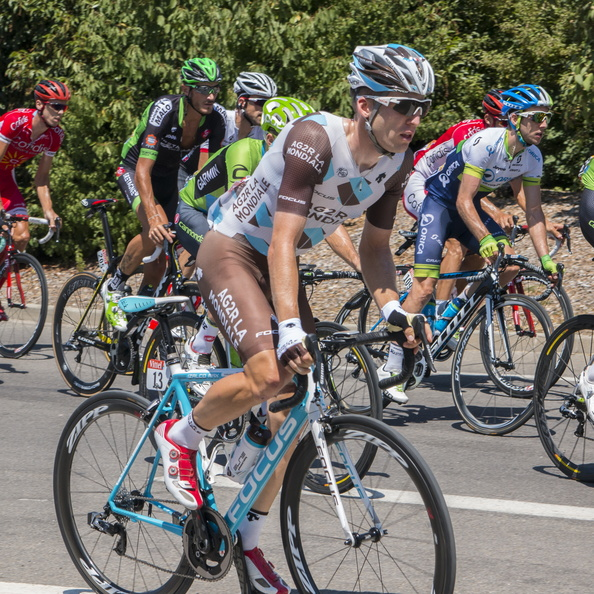
Jan Bakelants durant le Tour de France 2015

#### Tour de France
6 participations
- 2013 : 18e, vainqueur de la 2e étape,  maillot jaune pendant 2 jours
- 2014 : 24e
- 2015 : 20e
- 2016 : 50e
- 2017 : 22e
- 2021 : 48e

#### Tour d'Italie
4 participations
- 2010 : 36e
- 2011 : 23e
- 2012 : 34e
- 2019 : 43e

#### Tour d'Espagne
5 participations
- 2010 : 17e[21],[22]
- 2011 : 31e
- 2012 : 22e
- 2016 : 17e
- 2022 : 29e

### Classements mondiaux
| Année                                 | 2006  | 2007 | 2008 | 2009 | 2010 | 2011 | 2012 | 2013 | 2014 | 2015 | 2016 | 2017 | 2018 | 2019 | 2020 | 2021 | 2022 |
| ------------------------------------- | ----- | ---- | ---- | ---- | ---- | ---- | ---- | ---- | ---- | ---- | ---- | ---- | ---- | ---- | ---- | ---- | ---- |
| Calendrier mondial                    |       |      |      | 162e | 203e |      |      |      |      |      |      |      |      |      |      |      |      |
| UCI World Tour                        |       |      |      |      |      | 188e | 85e  | 40e  | 147e | 66e  | 160e | 79e  | 189e |      |      |      |      |
| Classement mondial                    |       |      |      |      |      |      |      |      |      |      | 92e  | 88e  | 532e | 438e | 178e | 728e | 463e |
| UCI Europe Tour                       | 1093e | 712e | 44e  | 146e |      |      |      |      |      |      | 45e  | 235e | 713e | 346e | 147e | 573e | 369e |
|                                       |       |      |      |      |      |      |      |      |      |      |      |      |      |      |      |      |      |
| Légende : nc = non classéSource : UCI |       |      |      |      |      |      |      |      |      |      |      |      |      |      |      |      |      |

### Distinction
- Vélo de cristal de meilleur jeune belge en 2008